# Francesco Pricolo

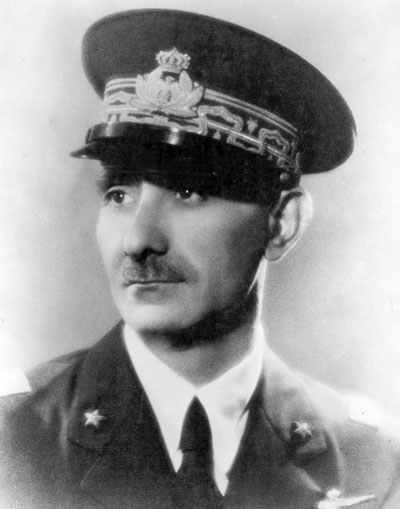
Francesco Pricolo

Francesco Pricolo (* 30. Januar 1891 in Saponara di Grumento; † 14. Oktober 1980 in Rom) war ein italienischer Luftwaffenoffizier. Von 1939 bis 1941 befehligte er die italienische Luftwaffe.
Pricolo diente zunächst als Pionieroffizier in einem Luftschiffbataillon des italienischen Heeres. Während des Ersten Weltkriegs nahm er auf Luftschiffen an etwa 60 Kampfeinsätzen teil. Nach Gründung der italienischen Luftwaffe (Regia Aeronautica) trat er in die neue Teilstreitkraft über, in der er von 1933 bis 1939 das 2. Fliegerkorps (2ª squadra aerea) in Padua kommandierte. Vom 10. November 1939 bis zum 15. November 1941 stand er als Stabschef an der Spitze der italienischen Luftwaffe. Sein Nachfolger wurde General Rino Corso Fougier.